# Anti-Diluvian Chronicles
Anti-Diluvian Chronicles – trzypłytowa kompilacja brytyjskiego zespołu My Dying Bride zawierająca utwory z lat 1990–2005 podsumowująca 15 lat istnienia zespołu. Wydana 23 maja 2005 roku przez wytwórnię płytową Peaceville.

## Lista utworów
| CD 1 | CD 1                                | CD 1    |
| Nr   | Tytuł utworu                        | Długość |
| ---- | ----------------------------------- | ------- |
| 1.   | „Catherine Blake”                   | 6:30    |
| 2.   | „My Wine in Silence” (remix)        | 6:02    |
| 3.   | „A Doomed Lover”                    | 7:52    |
| 4.   | „The Blue Lotus”                    | 6:34    |
| 5.   | „The Dreadful Hours”                | 9:23    |
| 6.   | „My Hope, the Destroyer”            | 6:45    |
| 7.   | „The Deepest of All Hearts”         | 8:55    |
| 8.   | „She Is the Dark” (live)            | 8:40    |
| 9.   | „The Light at the End of the World” | 10:37   |
| 10.  | „The Fever Sea” (live)              | 4:14    |
|      |                                     | 1:15:32 |

| CD 2 | CD 2                                  | CD 2    |
| Nr   | Tytuł utworu                          | Długość |
| ---- | ------------------------------------- | ------- |
| 1.   | „The Raven and the Rose” (remix)      | 5:49    |
| 2.   | „Sear Me III”                         | 5:25    |
| 3.   | „The Whore, the Cook and the Mother”  | 11:59   |
| 4.   | „Der Überlebende”                     | 7:38    |
| 5.   | „Under Your Wings and into Your Arms” | 5:58    |
| 6.   | „Like Gods of the Sun”                | 5:40    |
| 7.   | „Here in the Throat”                  | 6:20    |
| 8.   | „For My Fallen Angel”                 | 5:54    |
| 9.   | „The Cry of Mankind”                  | 12:12   |
| 10.  | „From Darkest Skies”                  | 7:50    |
|      |                                       | 1:14:45 |

| CD 3 | CD 3                                     | CD 3    |
| Nr   | Tytuł utworu                             | Długość |
| ---- | ---------------------------------------- | ------- |
| 1.   | „The Wreckage of My Flesh” (remix)       | 9:04    |
| 2.   | „Turn Loose the Swans”                   | 10:07   |
| 3.   | „Black God”                              | 4:51    |
| 4.   | „Sear Me”                                | 9:05    |
| 5.   | „The Forever People” (live)              | 4:24    |
| 6.   | „The Bitterness and the Bereavement”     | 7:37    |
| 7.   | „Symphonaire Infernus et Spera Imperium” | 11:38   |
| 8.   | „God Is Alone”                           | 4:50    |
| 9.   | „The Thrash of Naked Limbs”              | 6:12    |
| 10.  | „The Sexuality of Bereavement”           | 8:04    |
|      |                                          | 1:15:52 |

## Twórcy
- Aaron Stainthorpe – śpiew
- Andrew Craighan – gitara, gitara basowa
- Calvin Robertshaw – gitara
- Hamish Glencross – gitara
- Adrian Jackson – gitara basowa
- Rick Miah – perkusja
- Martin Powell – skrzypce, instrumenty klawiszowe
- Shaun Steels – perkusja
- Sarah Stanton – instrumenty klawiszowe
- Jonny Maudling – instrumenty klawiszowe
- Robert „Mags” Magoolagan – instrumenty klawiszowe
- Keith Appleton – instrumenty klawiszowe
- Yasmin Ahmed – instrumenty klawiszowe